# Estación Experimental Aula Dei
La Estación Experimental Aula Dei (también denominada por el acrónimo EEAD) es un centro de investigación agronómica dependiente del Consejo Superior de Investigaciones Científicas. Está situada a unos 13 km de la ciudad de Zaragoza, muy cerca de la Cartuja de Aula Dei (de la que toma el nombre).
Sus orígenes se remontan al 20 de enero de 1944, fecha del acta de fundación de la Estación de Biología Experimental de Cogullada (EBEC), antecedente inmediato de la EEAD. El proyecto del centro actual data de 1948, siendo inaugurado en el año 1952.
Su cometido principal es aportar al sector agrícola materiales y tecnologías para aumentar su competitividad y sostenibilidad, partiendo del conocimiento de los procesos implicados en la producción vegetal.
Su actual director desde el año 2010 es Jesús Val Falcón.

## Reseña histórica
- 1944: Acta de fundación el 20 de enero de 1944 de la Estación de Biología Experimental de Cogullada, antecedente inmediato de la EEAD, vinculada al Patronato "Alonso de Herrera" de Biología Vegetal del CSIC, con la colaboración de la Caja de Ahorros y Monte de Piedad de Zaragoza, Aragón y Rioja (CAMPZAR, actual Ibercaja) que cedió los terrenos necesarios para el nuevo centro en Cogullada, siendo su primer director Ramón Esteruelas.
- 1944-1948: Las primeras instalaciones del Centro fueron ubicadas de forma provisional en la Escuela de Peritos Industriales, en el centro de Zaragoza, donde continuó su actividad hasta 1948.
- 1946: En diciembre de 1946 se pone en marcha el nuevo proyecto de construcción de la sede definitiva en una finca denominada "La Cartuja", a 13 km de Zaragoza, donada también por la CAMPZAR, abandonándose la idea de ubicar el centro en Cogullada ante los problemas surgidos en la adquisición de los terrenos inicialmente previstos. La extensión de la finca original era de 4,7 hectáreas, habilitándose las edificaciones preexistentes como sede preliminar de la Estación mientras se concluía la construcción del edificio principal.
- 1948: Se cambió la denominación de Estación de Biología Experimental de Cogullada por la de Estación Experimental de Aula Dei (EEAD), dada su gran proximidad a la Cartuja de Aula Dei, monasterio del siglo XVI.
- 1952: Se inauguró el edificio principal, núcleo central del conjunto de otros edificios que se fueron construyendo sucesivamente.
- 1949-1966: Adquisición de fincas colindantes (1949, 1951, 1960 y 1966), hasta completar su superficie actual de 67 hectáreas.
- 1945-1965: En estas dos décadas se consolidaron las bases de las líneas de trabajo del centro, realizando una acertada política de reclutamiento de talentos. Mediante Convenios con los EE. UU. y los Planes de Desarrollo de España se financiaron logros científicos notables en el campo de la citogenética, la pomología, la fertilidad de los suelos o la mejora genética. Relevantes científicos como el doctor Joe Hin Tjio (descubridor del número correcto de cromosomas de las células humanas, quien trabajó en la EEAD durante una década), contribuyeron en esta época con su trabajo a la obtención de notables logros por parte de los investigadores del centro, como el desarrollo del triticale, o a la obtención, entre otras muchas variedades, de la cebada Albacete, sin duda la variedad de cebada más cultivada en la historia de España.[4]
- 1965-2006: En 1965 el Centro ya contaba con una organización similar a la actual, con los Departamentos de Citogenética y Mejora, con Secciones de Citología, Remolacha, Forrajeras, Cereales y Maíz; Pomología; Fisiología Vegetal, con Secciones de Bioquímica y de Edafología; y Fitopatología, con Sección de Virología. Los cambios posteriores supusieron, fundamentalmente, la desaparición de la Sección de Virología, y la creación de los nuevos Departamentos de Edafología (en la actualidad Suelo y Agua) y Fertilidad del Suelo (en la actualidad Nutrición Vegetal), hasta llegar a la estructura actual, aprobada en 2006.
- 2006: En octubre del 2006, el CSIC y el Gobierno de Aragón firmaron el protocolo para la creación en el Campus de Aula Dei del Parque Científico-Tecnológico de Aula Dei (PCTAD). Dentro de este proyecto la EEAD-CSIC, como Instituto del CSIC, está comprometida a participar, en colaboración con el resto de las instituciones del Campus, en el planteamiento de iniciativas encaminadas a mejorar y acelerar la transferencia de resultados de investigación a los sectores agroalimentario y medioambietal y a impulsar la innovación y la creación de nuevas empresas de base tecnológica en estos sectores.[3]

## Objetivos
Las principales misiones de la Estación Experimental consisten en la obtención de resultados para los sectores agroalimentario, biotecnológico y medioambiental, que se resumen en:
- El incremento de la productividad de los cultivos de zonas templadas semiáridas.
- El desarrollo de tecnologías para la sostenibilidad de las producciones agrícolas y el medio ambiente.
- La mejora de la calidad y del valor añadido de los productos agrícolas.

La misión abarca tanto la investigación científica de calidad, como la formación de personal científico y técnico, la asesoría a los sectores privados y entes públicos en el ámbito de actuación agronómico, y la difusión de los resultados obtenidos a la sociedad.

## Grupos de investigación
Los proyectos de investigación actualmente en curso (2016), se concentran en las áreas siguientes:
- Biología computacional y estructural
- Biología de la embriogénesis gamética y aplicaciones
- Cultivo celular y de tejidos
- Genética y desarrollo de materiales vegetales
- Fijación de nitrógeno y estrés oxidativo en leguminosas
- Fisiología de estrés abiótico en plantas
- Fotosíntesis: genómica y proteómica del cloroplasto y su respuesta al estrés abiótico
- Nutrición de cultivos frutales
- Biología del desarrollo y material vegetal en frutales
- Mejora, selección y caracterización de especies leñosas
- Conservación de suelo y agua en agroecosistemas
- Erosión y evaluación de suelo y agua
- Manejo del suelo y cambio global
- Riegos, agronomía y medio ambiente

## Premios en investigación
- Premio Nacional de Investigación Técnica (1964), otorgado por el Patronato Juan de La Cierva al Departamento de Pomología de la Estación Experimental de Aula Dei.[5]

## Publicaciones
Investigación
- Cartografía de frutales de hueso y pepita; Herrero Catalina, Joaquín
- Anales de la Estación Experimental de Aula Dei (1948-1998).
- Cuadernos de la Estación Experimental de Aula Dei (1962-1991).
- Boletines de la Estación Experimental de Aula Dei (1949-1991).

Publicaciones divulgativas relacionadas con la historia y evolución de la EEAD
- Lacadena Calero, Juan Ramón; La Estación Experimental de Aula Dei (1961-1968). Publicaciones de "La Cadiera", n. 588, Zaragoza (dic. 2010).
- Santesmeses, María Jesús; Joe Hin Tjio: citogenetista ilustre en Zaragoza. A ciencia cierta… 38: 4-5 (abril, 2009).
- Fernández-Xesta, Ernesto; El sello de tinta de la Estación Experimental Aula Dei del CSIC, en Zaragoza. Emblemata: Revista Aragonesa de Emblemática 13: 311-317 (2007).
- Ruano Criado, Sebastián; Estación Experimental de Aula Dei (EEAD). Vida rural 206: 16-19 (2005).
- Picorel Castaño, Rafael; La Estación Experimental de Aula Dei. A ciencia cierta...1: 4-5 (2000).
- Martínez-Giménez, José Carlos; 1944-1994. La Estación Experimental de Aula Dei (CSIC): 50 años de investigación agraria. An. Estac. Exp. Aula Dei 21(3): 117-132 (1995).
- Acta de Constitución del Patronato de la Estación de Biología Experimental de Ntra. Sra. De Cogullada, en acto celebrado el día veintisiete de noviembre de mil novecientos cuarenta y cinco.

## Colecciones vegetales
La Estación Experimental de Aula Dei alberga un Banco de Germoplasma del manzano que se ha ido ampliando hasta contar en la actualidad con 75 accesiones.